# Vittorio Buttafava
Vittorio Buttafava (1918-1983), jornalista e escritor italiano.

## Biografia
Entrou para jornalismo em 1946 como editor de Oggi, inicialmente como crítico de teatro, por fim tornando-se editor-chefe. Mais tarde, dirigiu duas revistas semanais femininas: "Novella", de 1957, e Annabella, de 1958. A partir de 1964 para 1976 foi diretor de Oggi, passando depois para a direção de Epoca, até a primavera de 1978. Ele também editou uma coluna semanal de fatos sobre a vida e costumes em Il Secolo XIX. Ele também começou a trabalhar na Televisão, na Telealtomilanese, cuidando da coluna La posta di Tam. Em [1977] ele se mudou para Telemilano 58 como editor de colunas de notícias.
Em 1978 ele escreveu o roteiro de Angelo e Alfredo Castiglioni Adeus último homem.
Nos últimos anos de sua vida ele dirigiu os serviços jornalísticos de Canale 5.
Faleceu em 1983 aos 64 anos, vítima de leucemia..